# Albert Dürer sur le balcon de sa maison
Albert Dürer sur le balcon de sa maison est un tableau peint par William Bell Scott en 1854.
Il est conservé à la National Gallery of Scotland à Édimbourg. En 2014, il est prêté au Musée des beaux-arts de Lyon dans le cadre de l'exposition L'invention du Passé. Histoires de cœur et d'épée 1802-1850.